# Tracheomyia macropi
Tracheomyia macropi är en tvåvingeart som först beskrevs av Walter Wilson Froggatt 1913.  Tracheomyia macropi ingår i släktet Tracheomyia och familjen styngflugor. Inga underarter finns listade i Catalogue of Life.